# Alpes de Albula
Os Alpes de Albula (em alemão:  Albula-Alpen) é um maciço montanhoso que se encontra no cantão dos Grisões na Suíça. O ponto mais alto é o  Piz Kesch com 3.418 m, e o seu nome deriva do rio Albula, da região.

## Localização
Os Alpes de Albula têm da mesma secção alpina  a Leste os Alpes de Val Mustair e os Alpes de Livigno, a Sudoeste  pelos Alpes de Platta, e a Noroeste pelos Alpes de Plessur.
De outras secções têm a Norte os Alpes de Silvretta, de Samnau e de Verwal e separado deles pelo Passo de Flüela, a Sudeste os Alpes de Bernina.

## SOIUSA
A Subdivisão Orográfica Internacional Unificada do Sistema Alpino (SOIUSA) dividiu os Alpes em duas grandes Partes: Alpes Ocidentais e Alpes Orientais, separados pela linha formada pelo  Rio Reno - Passo de Spluga - Lago de Como - Lago de Lecco.
Os  Alpes de Platta, Alpes de Albula, Alpes de Bernina, Alpes de Livigno, Alpes de Val Mustair, Alpes de Silvretta, de Samnau e de Verwal, Alpes de Plessur,  e a Cordilheira de Ratikon formam os Alpes Réticos ocidentais.

### Classificação  SOIUSA
Segundo a SOIUSA este acidente geográfico é uma Sub-secção alpina com as seguintes características:
- Parte = Alpes Orientais
- Grande sector alpino = Alpes Orientais-Centro
- Secção alpina = Alpes Réticos ocidentais
- Sub-secção alpina =  Alpes de Albula
- Código = II/A-15.II

## Imagens

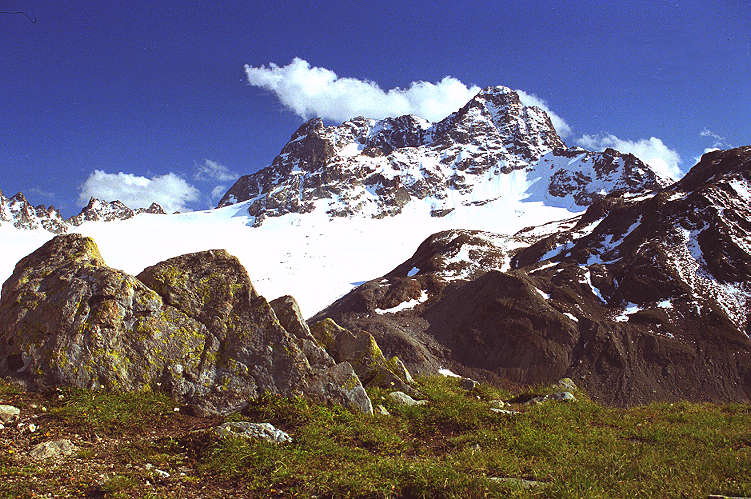
O Piz Kesch